# شاهرخ استخری
شاهرخ استخری (زادهٔ ۱۴ مهر ۱۳۵۹) بازیگر ایرانی است. از جمله فعالیت‌های او می‌توان به مجموعه‌های تلویزیونی دلنوازان (۱۳۸۸) و فاصله‌ها (۱۳۸۹) اشاره کرد. وی که به واسطهٔ بازی در این دو سریال‌ شهرت پیدا کرده بود، برای مدت ۱۰ سال وارد عرصهٔ بازیگری در سینما شد و از تلویزیون فاصله گرفت. 

## فیلم‌شناسی

### سینما
| سال  | نام             | کارگردان       | نقش  |
| ---- | --------------- | -------------- | ---- |
| ۱۳۹۰ | ساعت شلوغی      | آرش معیریان    | نوید |
| ۱۳۹۱ | پس‌کوچه‌های شمرون | کامران قدکچیان | امیر |
| ۱۳۹۲ | کبریت سوخته     | محسن توکلی     |      |
| ۱۳۹۴ | چک              | کاظم راست‌گفتار | میثم |

### مجموعهٔ تلویزیونی
| سال  | نام                              | کارگردان                 | نقش         |
| ---- | -------------------------------- | ------------------------ | ----------- |
| ۱۳۸۶ | پریدخت                           | سامان مقدم               | فراز        |
| ۱۳۸۷ | مثل هیچ‌کس                        | عبدالحسن برزیده          | محمدامیر    |
| ۱۳۸۷ | ماه عسل                          | شاهد احمدلو              | فرهاد       |
| ۱۳۸۸ | دلنوازان                         | حسین سهیلی‌زاده           | بهزاد سپهری |
| ۱۳۸۹ | فاصله‌ها                          | حسین سهیلی‌زاده           | سعید کریمی  |
| ۱۳۸۹ | پرانتز باز (اپیزود یک بقچه توهم) | کیومرث پوراحمد           |             |
| ۱۳۹۴ | آمین                             | بهرنگ توفیقی منوچهر هادی | یاشا تمدن   |
| ۱۳۹۵ | ماه و پلنگ                       | احمد امینی               | محسن شفیعی  |
| ۱۳۹۶ | پرواز در ارتفاع صفر              | عبدالحسین برزیده         | کیومرث      |
| ۱۳۹۶ | دلدادگان                         | منوچهر هادی              | هاتف برزگر  |

### شبکهٔ نمایش خانگی
| سال  | نام    | کارگردان      | نقش       |
| ---- | ------ | ------------- | --------- |
| ۱۴۰۳ | جوکر ۲ | احسان علیخانی | شرکت‌کننده |